# (2564) Kayala
(2564) Kayala (1977 QX) – planetoida z pasa głównego asteroid okrążająca Słońce w ciągu 3,35 lat w średniej odległości 2,24 j.a. Odkryta 19 sierpnia 1977 roku.